# فترة ما بين الحربين العالميتين

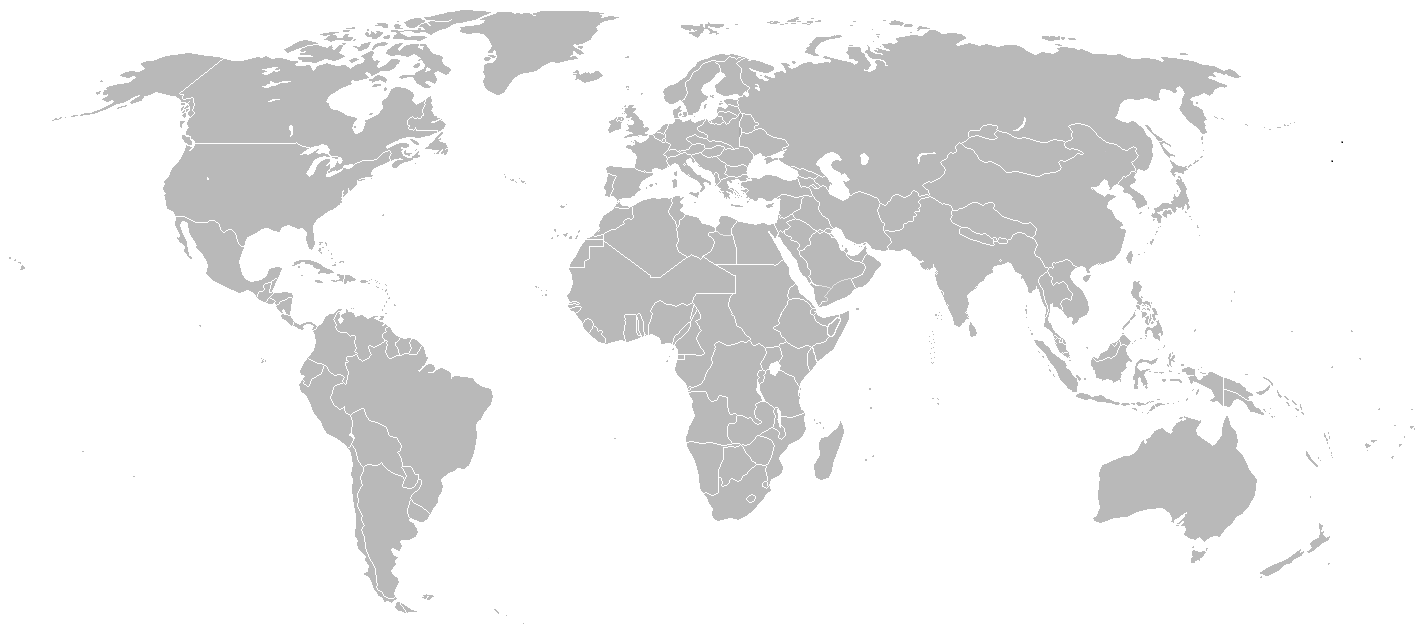
خريطة العالم في عام 1921، أي بعد وقت قصير من انتهاء الحرب العالمية الأولى.

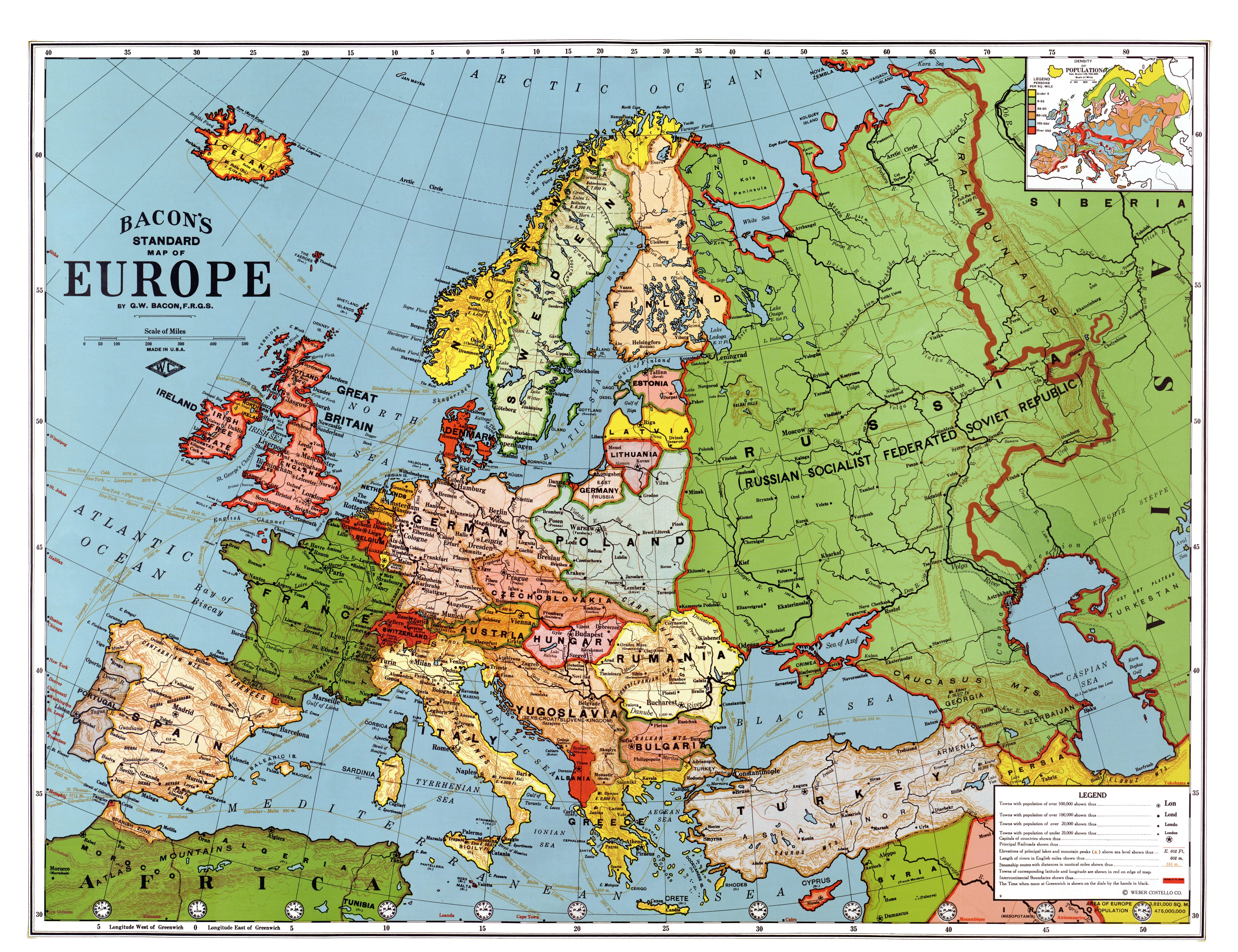
أوروبا في 1923

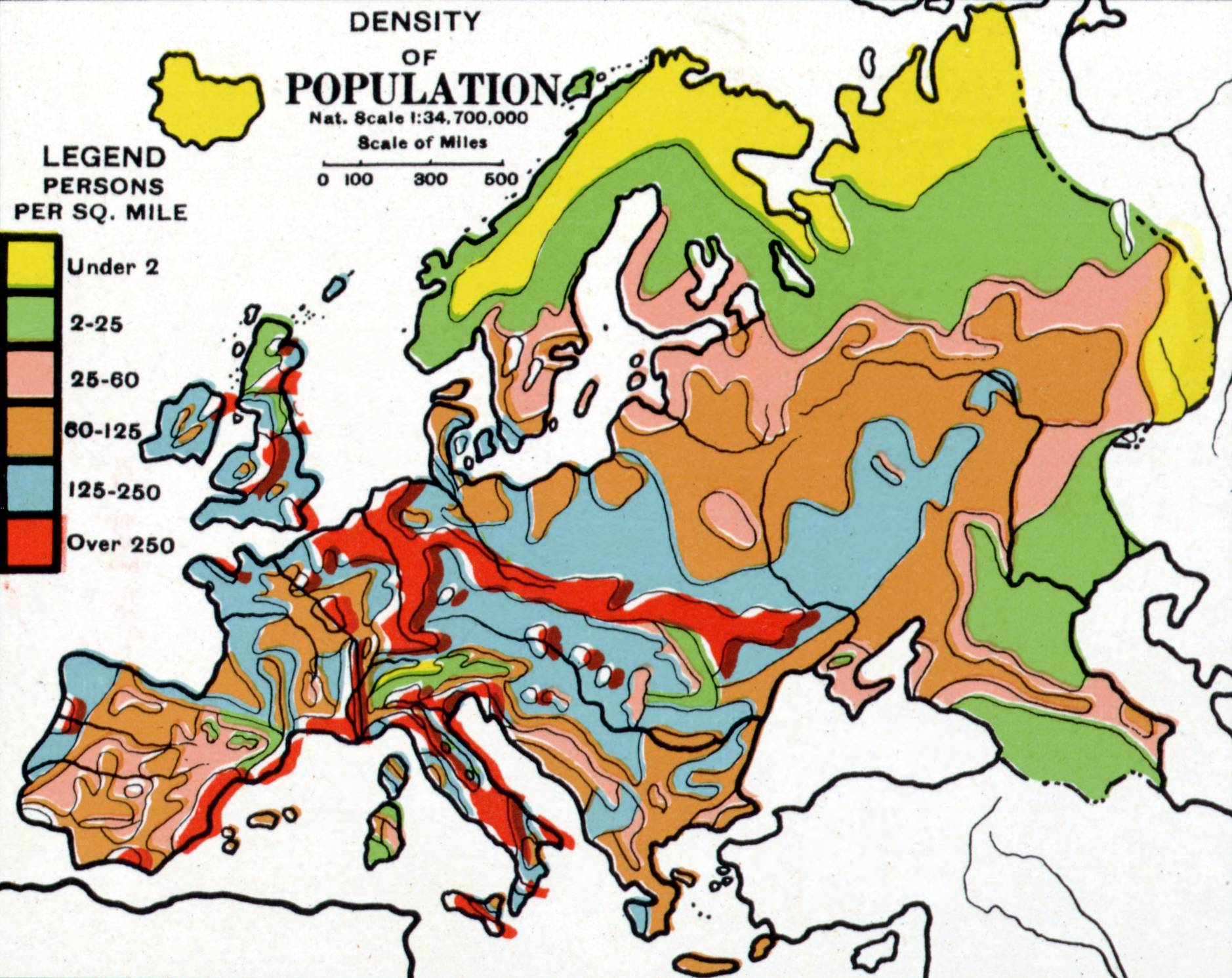
الكثافة السكانية في أوروبا سنة 1923

الفترة ما بين الحربين العالميتين في سياق تاريخ القرن العشرين هي الفترة بين نهاية الحرب العالمية الأولى في نوفمبر 1918 وبداية الحرب العالمية الثانية في سبتمبر 1939. بالرغم من أنها فترة قصيرة نسبيا من الزمن إلا أنها مثلت حقبة من التغييرات الهامة في جميع أنحاء العالم. توسع النفط والميكنة المرتبطة بها بشكل كبير مما سميت بالعشرينيات الهادرة (والعشرينيات السعيدة)، وهي فترة ازدهار اقتصادي ونمو الطبقة الوسطى في أمريكا الشمالية وأوروبا وأجزاء أخرى كثيرة من العالم. أصبحت السيارات والإضاءة الكهربائية والبث الإذاعي وأكثر شيوعًا بين السكان في العالم المتقدم. ولكن أعقب تلك الحقبة فترة الكساد العظيم، وهي حالة انكماش اقتصادي عالمي لم يسبق لها مثيل وألحقت أضرارًا بالغة بالعديد من أكبر الاقتصادات في العالم.
سياسياً تزامن مع هذه الحقبة صعود الشيوعية بدءاً من روسيا مع ثورة أكتوبر بعد انتهاء الحرب العالمية الأولى، وانتهاءا بظهور الفاشية خاصة في ألمانيا وإيطاليا. أما الصين فقد كانت في فترة طويلة من عدم الاستقرار والحرب الأهلية بين حزب الكومينتانغ والحزب الشيوعي الصيني. واجهت العديد من الإمبراطوريات مثل البريطانية والفرنسية تحديات صعبة، حيث كان النظرة إلى الإمبريالية في أوروبا سلبية بازدياد، واكتسبت حركات الاستقلال في الهند البريطانية والهند الصينية الفرنسية وأيرلندا ومناطق أخرى زخما.
تفككت في تلك الفترة كلا من الدولة العثمانية وإمبراطورية النمسا المجر والألمانية. أعيد توزيع المستعمرات العثمانية والأمبراطورية الألمانية بين الحلفاء. انفصل أقصى الجزء الغربي من الإمبراطورية الروسية: استونيا وفنلندا ولاتفيا وليتوانيا وبولندا وأصبحت دولًا مستقلة، بينما اختارت بيسارابيا (جمهورية مولدوفا) إعادة الوحدة مع رومانيا.
تمكن الشيوعيون في اتحاد الجمهوريات الاشتراكية السوفياتية من استعادة السيطرة على أوكرانيا وأرمينيا وأذربيجان وجورجيا. وقسمت أيرلندا مع كون الجزء الأكبر مستقلاً عن بريطانيا. وفي الشرق الأوسط حصلت مصر والعراق على استقلالهما. وخلال فترة الكساد الكبير قامت دول أمريكا اللاتينية بتأميم العديد من الشركات الأجنبية (خاصة الأمريكية) في محاولة لتعزيز اقتصاداتها المحلية. أدت الطموحات الإقليمية اليابانية والألمانية والإيطالية والسوفياتية إلى توسع تلك الإمبراطوريات مما مهد الطريق إلى الحرب العالمية اللاحقة.
يعتبر الغزو الألماني والسوفيتي على بولندا في سبتمبر 1939 بداية الحرب العالمية الثانية ونهاية فترة ما بين الحربين.

## الاضطرابات في أوروبا
بعد هدنة 11 نوفمبر 1918 التي أنهت الحرب العالمية الأولى تميزت السنوات 1919-1924 بالاضطرابات، ثم بدأت المناطق المدمرة بالتعافي من الخراب الذي خلفته الحرب العظمى والآثار الناتجة من فقدان أربعة إمبراطوريات تاريخية كبيرة: الإمبراطورية الألمانية والنمساوية المجرية والروسية والعثمانية. وظهرت العديد من الدول الجديدة في أوروبا الشرقية ومعظمها صغيرة المساحة. وبدأت الولايات المتحدة بالهيمنة على الاقتصاد العالمي. وعندما لم تتمكن ألمانيا من دفع تعويضات الحرب إلى بريطانيا وفرنسا والحلفاء الآخرين، توصل الأمريكان إلى خطة دوز حيث بدأت وول ستريت بالاستثمار بكثافة في ألمانيا التي سددت تعويضاتها للدول التي بدورها ارسلت الدولارات إلى واشنطن لدفع ديون حربها. بحلول منتصف العقد انتشر الازدهار عالميا، واشتهر النصف الثاني من العقد وخاصة في ألمانيا باسم العشرينيات الذهبية.

## العلاقات الدولية
تضمنت المراحل المهمة لدبلوماسية مابين الحربين والعلاقات الدولية في تلك الفترة على قرارات قضايا الحرب، مثل التعويضات المستحقة على ألمانيا والحدود. والمشاركة الأمريكية في التمويل الأوروبي ومشاريع نزع السلاح؛ وتوقعات وعجز عصبة الأمم؛ وعلاقات الدول الجديدة بالقديمة؛ وعلاقات ثقة الاتحاد السوفياتي المهزوزة بالعالم الرأسمالي. جهود السلام ونزع السلاح؛ وردود الفعل تجاه الكساد الكبير الذي ابتدأ سنة 1929 ؛ انهيار التجارة العالمية وانهيار الأنظمة الديمقراطية واحدة تلو الأخرى، زيادة الجهود في الاكتفاء الاقتصاد الذاتي؛ عدوانية اليابان تجاه الصين التي احتلت معظم سواحل الصين المطلة على المحيط الهادئ، بالإضافة إلى النزاعات الحدودية السوفيتية اليابانية التي أدت إلى صدامات عديدة على طول الحدود المنشورية اليابانية المحتلة؛ الدبلوماسية الفاشية بما في ذلك التحركات العدوانية لإيطاليا موسوليني وألمانيا هتلر. الحرب الأهلية الأسبانية؛ غزو إيطاليا واحتلالها للحبشة (إثيوبيا) في القرن الأفريقي؛ استرضاء المخططات التوسعية الألمانية ضد دولة النمسا الناطقة بالألمانية، ومنطقة سوديتنلاند التي يسكنها عرق ألماني في تشيكوسلوفاكيا، وإعادة تسليح منطقة عصبة الأمم منزوعة السلاح في راينلاند الألمانية، وأخيرا بدأت المراحل اليائسة لإعادة التسلح بعدما لاح في الأفق الحرب العالمية الثانية.
كان نزع السلاح على رأس جدول الأعمال العالمي. فقد لعبت عصبة الأمم دورًا ضعيفا في هذا المضمار، حيث تولت الولايات المتحدة وبريطانيا القيادة. ورعى وزير الخارجية الأمريكي تشارلز إيفانز هيوز مؤتمر واشنطن للبحرية سنة 1921 في تحديد عدد السفن الكبرى المسموح بها لكل دولة كبرى. ومتابعة المخصصات الجديدة بالفعل ولم يكن هناك سباق عسكري بحري في العشرينيات من القرن 20. ولعبت بريطانيا دورًا رائدًا في مؤتمر جنيف لعام 1927 ومؤتمر لندن لعام 1930 الذي أفضى إلى معاهدة لندن البحرية، والتي أضافت طرادات وغواصات إلى قائمة توزيع السفن. ولكن رفض اليابان وألمانيا وإيطاليا والاتحاد السوفياتي مواصلة العمل بالاتفاقية أدى إلى معاهدة لندن الثانية البحرية 1936 التي كانت بلا معنى. وانهار نزع سلاح البحرية وأصبحت القضية إعادة تسليح لحرب ضد ألمانيا واليابان.

## العشرينيات الهادرة
أبرزت العشرينيات الصاخبة أو الهادرة اتجاهات وإبداعات اجتماعية وثقافية جديدة وشديدة الوضوح. فأصبحت تلك الاتجاهات ممكنة بفضل الازدهار الاقتصادي المستدام وأكثر وضوحًا في المدن الكبرى مثل نيويورك وشيكاغو وباريس وبرلين ولندن. وبدأ عصر الجاز واشتهر الفن الزخرفي. أما الأزياء النسائية فقد أصبحت التنانير والفساتين بطول الركبة مقبولة اجتماعيًا، كما أن الشعر أضحى قصير ومتموج. وأطلق على الفتيات اللواتي ركبن تلك الموجة اسم الزعانف (Flappers). لم يكن كل شيء جديدًا: فظهر المصطلح السياسي عودة إلى الوضع الطبيعي بعد انتهاء فورة المشاعر العاطفية في زمن الحرب في الولايات المتحدة وفرنسا وألمانيا. وتمكن المحافظين من هزيمة الثورات اليسارية في فنلندا وبولندا وألمانيا والنمسا والمجر وأسبانيا، لكنها نجحت في روسيا التي أضحت قاعدة للشيوعية السوفيتية. ووصل الفاشيون في إيطاليا إلى السلطة بقيادة موسوليني بعد تهديده بالزحف على روما سنة 1922.
في تلك الفترة سنت معظم الدول المستقلة حق التصويت للمرأة، ومن ضمنها كندا في 1917 (على الرغم من تأخر كيبيك بعدها بفترة)، وبريطانيا في 1918، والولايات المتحدة في 1920. وإن ظلت بعض الدول الكبرى متأخرة بذلك حتى بعد الحرب العالمية الثانية (مثل فرنسا وسويسرا والبرتغال).
وفي أوروبا سجلت تقريبا جميع البلدان بعض التقدم الاقتصادي في عقد العشرينيات وتمكن معظمها بحلول نهاية العقد من استعادة أو تجاوز مستويات الدخل والإنتاج قبل الحرب. وقد حققت كل من هولندا والنرويج والسويد وسويسرا واليونان أداءً جيدًا، في حين كان أداء أوروبا الشرقية ضعيف. أما في الاقتصادات المتقدمة فوصل الرخاء إلى أسر الطبقة المتوسطة والعديد من منازل الطبقة العاملة. فدخل الراديو والسيارات والهواتف المنزلية والإضاءة والأجهزة الكهربائية. وكان هناك نمو صناعي لم يسبق له مثيل، فازدادت طلبات المستهلكين ورغباتهم، وظهرت تغيرات كبيرة في نمط الحياة والثقافة. وبدأت وسائل الإعلام في التركيز على المشاهير، وخاصة الأبطال الرياضيين ونجوم السينما. وبنت المدن الكبرى ملاعب رياضية ضخمة للجماهير، بالإضافة إلى دور السينما الفخمة. واستمرت ميكنة الزراعة على قدم وساق، وتوسعت بالإنتاج مما خفض الأسعار، فجعلت العديد من عمال المزارع زائدين عن الحاجة. فانتقل الكثير منهم إلى المناطق الصناعية القريبة والمدن.

## الكساد العظيم
اعتبر الكساد العظيم الذي حدث سنة 1929 كسادا عالميا حادا. وتفاوت ظهوره بين الدول، فبدأ في معظم البلدان سنة 1929 واستمر حتى أواخر الثلاثينات. فهو الكساد الأطول والأعمق والأوسع انتشارا في القرن العشرين. بدأ في الولايات المتحدة ولكنه سرعان ما انتشر ضمن الأخبار العالمية مع انهيار السوق المالي في 29 أكتوبر 1929 (المعروف باسم الثلاثاء الأسود). بين 1929 و 1932 انخفض الناتج المحلي الإجمالي في جميع أنحاء العالم بنسبة تقديرية 15 ٪. وبالمقارنة مع الركود الاقتصادي 2008 فإن الناتج المحلي الإجمالي في جميع أنحاء العالم انخفض بنسبة أقل من 1 ٪ بين 2008 إلى 2009. بدأت بعض الاقتصادات في التعافي من آثار الكساد العظيم بحلول منتصف الثلاثينيات. إلا أن آثاره السلبية استمرت في العديد من اقتصادات الدول الأخرى حتى بداية الحرب العالمية الثانية.
كان للكساد العظيم آثار مدمرة في البلدان الغنية والفقيرة على السواء. فانخفض الدخل الشخصي والإيرادات الضريبية والأرباح والأسعار، كذلك انخفضت التجارة الدولية بأكثر من 50٪. ارتفعت نسبة البطالة في الولايات المتحدة إلى 25٪ وفي بعض البلدان ارتفعت إلى 33٪. انخفضت الأسعار انخفاضا حادا، خاصة في قطاع التعدين والسلع الزراعية. وأيضًا انخفضت أرباح الأعمال التجارية بحدة، مما خفض ايرادات الأعمال التجارية الجديدة.
تضررت المدن في جميع أنحاء العالم بشدة، لا سيما تلك التي اعتمدت على الصناعات الثقيلة. توقف البناء عمليا في العديد من البلدان. وعانت المجتمعات الزراعية والمناطق الريفية من انخفاض أسعار المحاصيل بنحو 60٪. وفي مواجهة انهيار الطلب بوجود ضعف للمصادر البديلة للوظائف عانت المناطق التي اعتمدت على صناعات القطاع الأساسي مثل التعدين وقطع الأشجار أكثر من غيرها.
أفسحت جمهورية فايمار الألمانية الطريق أمام حلقتين من الاضطراب السياسي والاقتصادي، توجت الأولى بفرز التضخم في ألمانيا 1923 ومحاولة انقلاب بير هول الفاشلة في ذلك العام نفسه. أما الحلقة الثانية التي نجمت عن الكساد العالمي والسياسات النقدية الكارثية في ألمانيا إلى المزيد من الصعود النازي. وفي آسيا أصبحت اليابان قوة أكثر صرامة خاصوصا في تعاملها مع الصين.

### إزاحة الفاشية للديمقراطية
ارتبطت الديمقراطية بالازدهار في العشرينيات. ولكن الكوارث الاقتصادية أدت إلى عدم الثقة في فعالية الديمقراطية فانهارت في الكثير من بلدان أوروبا، مثل دول البلطيق والبلقان وبولندا وإسبانيا والبرتغال. ظهرت ديكتاتوريات توسعية في إيطاليا واليابان وألمانيا.
بينما تمكنت أوروبا من احتواء الشيوعية بإحكام وعزلها في الاتحاد السوفياتي، سيطرت الفاشية على إيطاليا سنة 1922؛ ومع تفاقم الكساد العظيم انتصرت الفاشية في ألمانيا واستطاعت أن تلعب دوراً رئيسياً في العديد من البلدان في أوروبا وأمريكا اللاتينية. فالأحزاب الفاشية نشأت متناغمة مع تقاليد الجناح اليميني المحلي، ولكن لديها سمات مشتركة مثل النزعة العسكرية المتطرفة والرغبة الاقتصادية بالاكتفاء الذاتي، والتهديدات والعدوان تجاه الدول المجاورة، واضطهاد الأقليات، وسخرية من الديمقراطية مع استخدام تقنياتها لتعبئة قاعدة الطبقة الوسطى الغاضبة، والاشمئزاز من الليبرالية الثقافية. وكان الفاشيون يؤمنون بالسلطة والعنف والتفوق الذكوري والتسلسل الهرمي «الطبيعي» الذي غالباً مايقوده الدكتاتوريون مثل بينيتو موسوليني أو أدولف هتلر. كانت الفاشية في السلطة تعني التخلي عن الليبرالية وحقوق الإنسان، وكانت المساعي والقيم الفردية خاضعة لما قرر الحزب أنه الأفضل.

### الحرب الأهلية الإسبانية
كانت إسبانيا إلى حد ما ولعدة قرون غير مستقرة سياسياً، حتى عصفت بها الحرب الأهلية خلال سنوات 1936-1939 وعدت إحدى أكثر الحروب الأهلية دموية في القرن العشرين. حيث ثارت العناصر المحافظة والكاثوليكية والجيش في إسبانيا ضد الحكومة المنتخبة حديثًا، واندلعت أعمال عنف مدنية واسعة النطاق. فساعدت إيطاليا الفاشية وألمانيا النازية بالذخائر والوحدات العسكرية القوية للثوار الوطنيين بقيادة الجنرال فرانسيسكو فرانكو. وكانت حكومة الجمهورية الإسبانية والموالين لها في موقف دفاعي، ولكنها حصلت على مساعدة كبيرة من الاتحاد السوفييتي. وظلت معظم البلدان محايدة تقودها بريطانيا العظمى وفرنسا ومعهم الولايات المتحدة، ورفضوا توفير الأسلحة لأي من الجانبين. كان الخوف القوي هو أن يتصاعد هذا الصراع المحلي إلى حريق أوروبي لم يكن أحد يريده.
تميزت الحرب الأهلية الإسبانية بالعديد من المعارك الصغيرة والحصار والفظائع حتى حسمها الوطنيون سنة 1939 بعد سحقهم القوات الجمهورية. وقد وفر الاتحاد السوفييتي أسلحة لكنها لم تكن كافية لتجهيز القوات الحكومية غير المتجانسة والألوية الدولية من المتطوعين اليسارين. لم تتطور الحرب الأهلية إلى نزاع أكبر، إلا انها أصبحت ساحة عالمية لمعركة إيديولوجية حرضت كل الشيوعيين والعديد من الاشتراكيين والليبراليين ضد الكاثوليك والمحافظين والفاشيين. كان هناك انحطاط عالمي في النزعة السلمية وإحساس متنام بأن هناك حرباً كبيرة على الأبواب وأنه يستحق القتال من أجلها.

## بريطانيا العظمى وامبراطوريتها

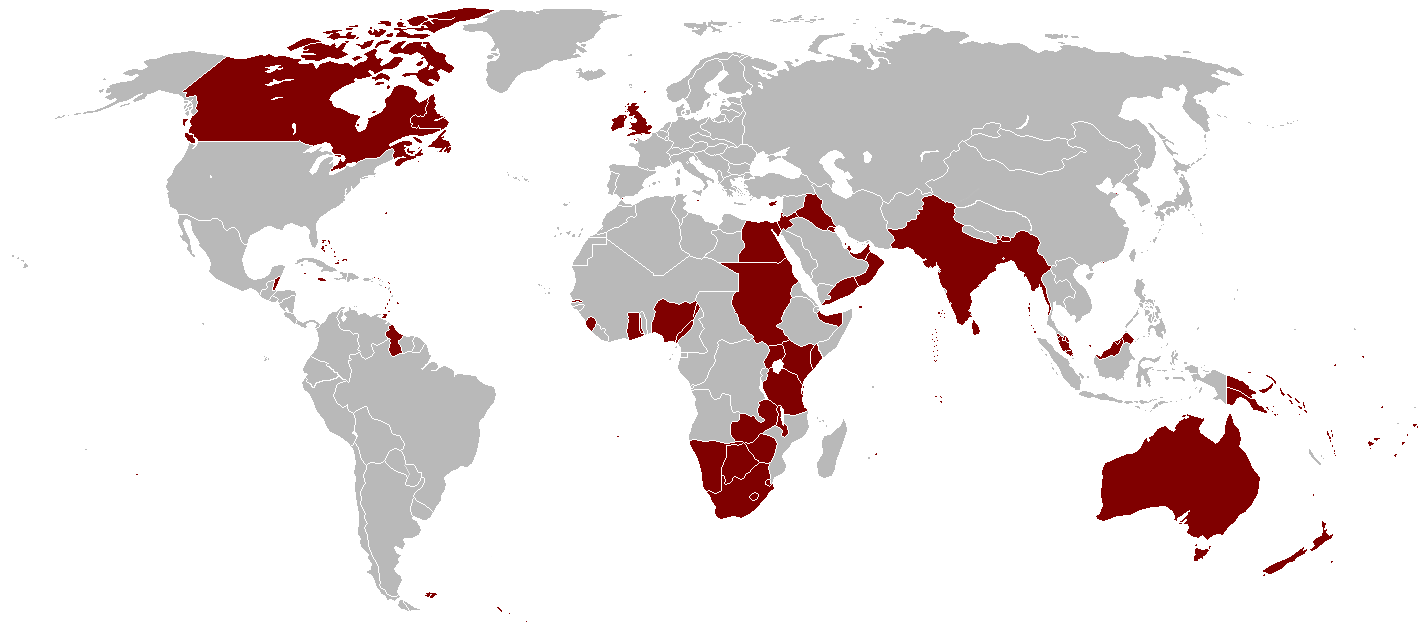
أقصى امتداد للإمبراطورية البريطانية سنة 1921.

تسبب النظام العالمي المتغير الذي جلبته الحرب وخاصة نمو القوة البحرية للولايات المتحدة واليابان وصعود حركات الاستقلال في الهند وأيرلندا في إعادة تقييم أساسي لسياسة الإمبراطورية البريطانية. فقد اجبرت على ان تنحاز إما إلى جانب الولايات المتحدة أو اليابان، فاختارت بريطانيا عدم تجديد تحالفها الياباني ووقعت بدلاً من ذلك معاهدة واشنطن البحرية 1922، حيث قبلت بريطانيا التكافؤ البحري مع الولايات المتحدة. أثار هذا القرار الكثير من اللغط في بريطانيا خلال ثلاثينيات القرن الماضي بعدما سيطرت الحكومات العسكرية في اليابان وألمانيا حيث ساعدهما الكساد الكبير بعض الشيء، وقد خشي من أن الإمبراطورية لا يمكنها النجاة من هجوم متزامن من كلا البلدين. فقد كانت قضية أمن الإمبراطورية مصدر قلق كبير في بريطانيا لأنها حيوية جدا للاقتصاد البريطاني.

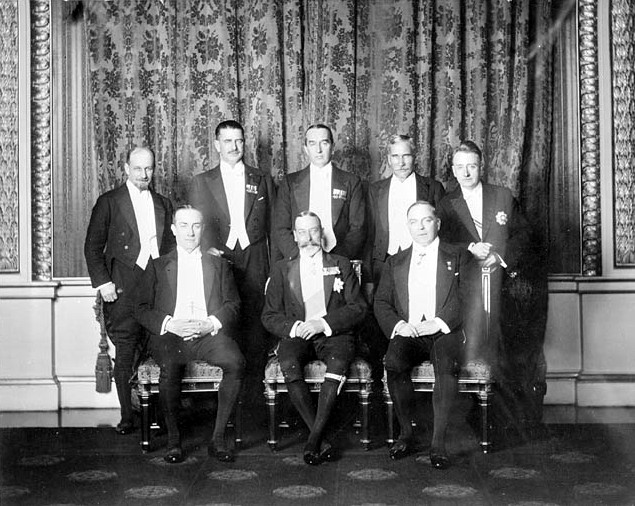
جورج الخامس ملك المملكة المتحدة ومعه رؤساء الوزارة البريطاني ودول الدومينيون في المؤتمر الاستعماري 1926

دعمت الهند الإمبراطورية البريطانية بقوة في الحرب العالمية الأولى. وتوقعت بالمقابل مكافأة الاستقلال، لكنها فشلت في الحصول على حكم بلدها حيث أبقى الراج سيطرة البريطانيين على الحكم وخاف من تمرد آخر مثل الذي جرى سنة 1857. فلم يلب قانون حكومة الهند 1919 طلب الاستقلال. فالمخاوف من مؤامرات شيوعية وأجنبية التي أعقبت مؤامرة غدار كفلت بإعادة قيود زمن الحرب من خلال قوانين رولات. أدت تلك القوانين إلى ازدياد التوتر خاصة في منطقة البنجاب، حيث بلغت الإجراءات القمعية ذروتها في مذبحة أمريستار. فازدادت القومية الهندية وتركزت في حزب المؤتمر بقيادة المهاتما غاندي. كان الرأي العام في بريطانيا منقسمًا حول أخلاقيات المجزرة، بين أولئك الذين رأوا أنها أنقذت الهند من الفوضى وأولئك الذين رأوها بالاشمئزاز. وبعد حادثة تشوري تشورا أُلغيت الحركة غير التعاونية في مارس 1922، ولكن السخط استمر في الغليان لمدة 25 عامًا.
وقعت مصر تحت السيطرة البريطانية الفعلية منذ ثمانينيات القرن التاسع عشر، بالرغم من خضوعها الإسمى للدولة العثمانية. ثم منحت الاستقلال رسميا سنة 1922 بعدما كانت محمية بريطانية عند اندلاع الحرب العالمية الأولى. واستمرت في كونها دولة عميلة تتبع التوجيهات البريطانية. ثم انضمت إلى عصبة الأمم. وبقي الملك فؤاد ملك مصر وابنه فاروق محافظان على السلطة مع أساليب الحياة المترفة بفضل تحالف غير رسمي مع بريطانيا.
وكانت المملكة العراقية تحت الانتداب البريطاني منذ 1922، ثم تحت الوصاية (المعاهدة الأنجلو عراقية (1930))، حتى استقلت سنة 1932 بعدما وافق الملك فيصل على الشروط البريطانية للتحالف العسكري وتدفق النفط.
وفي فلسطين عرضت بريطانيا الوساطة لحل المشكلة بين العرب والأعداد المتزايدة من اليهود. ونص وعد بلفور 1917 الذي إدرج في شروط الانتداب على إقامة وطن قومي للشعب اليهودي في فلسطين، وحددت سلطة الانتداب الحد الأقصى لليهود المسموح لهم بالهجرة إلى فلسطين. أدى هذا إلى تزايد الصراع بين اليهود والسكان العرب المحليين الذين ثاروا في 1936. ومع تزايد خطر الحرب مع ألمانيا خلال ثلاثينيات القرن الماضي اعتبرت بريطانيا دعم العرب أكثر أهمية من إقامة وطن يهودي وانتقلت من مؤيد لليهود إلى مؤيد للعرب فحدت من هجرة اليهود وبالتالي ثار اليهود.
تمتعت دول الدومينيون (كندا ونيوفاوندلاند وأستراليا ونيوزيلندا وجنوب أفريقيا وأيرلندا) بالحكم الذاتي وحصلت على شبه الاستقلال في الحرب العالمية. إلا أن بريطانيا مازالت مسيطرة على السياسة الخارجية والدفاع. ثم بدأ الاعتراف بحق تلك الدول في وضع سياستها الخارجية الخاصة بها سنة 1923 وإضفاء الطابع الرسمي عليها بعد قانون وستمنستر 1931. أوقفت أيرلندا جميع العلاقات مع لندن بدءا من 1937.

## الإمبراطورية الفرنسية

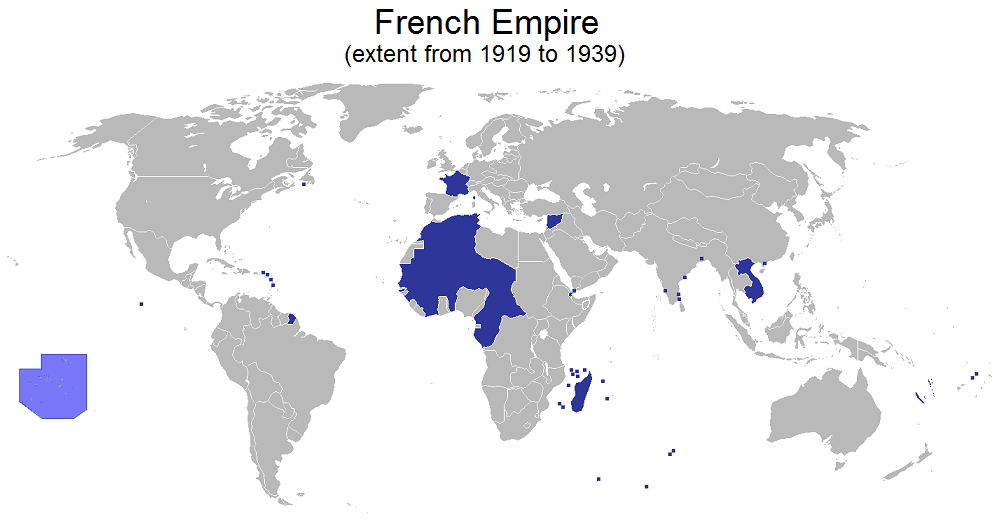
الإمبراطورية الفرنسية في حقبة مابين الحربين.

اظهرت إحصاءات التعداد السكاني الفرنسي في 1931 أن مجموع سكان الإمبراطورية خارج فرنسا هو 64.3 مليون نسمة يعيشون على 11.9 مليون كيلومتر مربع. والموجودون في أفريقيا عددهم 39.1 مليون، وفي آسيا 24.5 مليون؛ و 700,000 يعيشون في منطقة البحر الكاريبي وجزر جنوب المحيط الهادئ. أكبر المستعمرات كانت الهند الصينية بتعداد 21.5 مليون (في خمس مستعمرات منفصلة) ثم الجزائر 6.6 مليون فالمغرب 5.4 مليون وغرب أفريقيا مع 14.6 مليون في تسعة مستعمرات. ومن ضمن التعداد 1.9 مليون أوروبي.

### ثورة شمال افريقيا ضد اسبانيا وفرنسا
قام زعيم الاستقلال عبد الكريم الخطابي (1882-1963) بتنظيم مقاومة مسلحة ضد الإسبان والفرنسيين للسيطرة على المغرب. واجه الاسبان الاضطرابات من ثمانينيات القرن التاسع عشر، ولكن في سنة 1921 تعرضت القوات الاسبانية لمذبحة في معركة أنوال فأسست في اعقابها جمهورية الريف المستقلة التي ظلت موجودة حتى 1926 فلم يكن لها اعتراف دولي. وافقت باريس ومدريد على التعاون لهزيمتها، فأرسلوا 200,000 جندي، مما اضطر الكريم إلى الاستسلام سنة 1926 حيث نفي في المحيط الهادئ حتى 1947. فتوقفت الاضطرابات في المغرب، حتى أضحت قاعدة بدأ بها فرانسيسكو فرانكو ثورته ضد مدريد سنة 1936.

## ألمانيا

### جمهورية فايمار
أثارت شروط السلام المهينة في معاهدة فرساي سخطًا مريرًا في جميع أنحاء ألمانيا، وأضعفت بشكل خطير النظام الديمقراطي الجديد. فقد جردت المعاهدة ألمانيا من جميع مستعمراتها الخارجية وكذلك الألزاس واللورين، ومن أغلب المناطق البولندية. فقد احتلت جيوش الحلفاء القطاعات الصناعية في غرب ألمانيا بما في ذلك راينلاند، فلم يُسمح لألمانيا بامتلاك جيش أو سلاح بحري أو سلاح جوي حقيقي. وطالبها الحلفاء بدفع التعويضات، وبالذات فرنسا ومن ضمن التعويضات أقساط سنوية وشحنات مواد الخام.
عندما تقاعست ألمانيا عن سداد تعويضاتها احتلت القوات الفرنسية والبلجيكية منطقة الرور الصناعية (يناير 1923). شجعت الحكومة الألمانية سكان الرور على المقاومة السلبية: فالمحلات التجارية لن تبيع البضائع للجنود الأجانب، ولن تنقب مناجم الفحم للقوات الأجنبية، وسيتوقف الترام بوسط الشارع ان جلس فيه أفراد من جيش الاحتلال. طبعت الحكومة الألمانية كميات هائلة من النقود الورقية، مما تسبب في تضخم مفرط، مما أضر بالاقتصاد الفرنسي. أثبتت المقاومة السلبية أنها فعالة، بقدر ما أصبح الاحتلال صفقة خاسرة للحكومة الفرنسية. لكن التضخم الجامح جعل العديد من المدخرين الحريصين يفقدون كل الأموالهم ومدخراتهم. فأضافت فايمار أعداءًا داخليين جدد كل عام، في الوقت الذي اشتبك فيه النازيون المناهضون للديمقراطية والوطنيون والشيوعيون بعضهم البعض في الشوارع. انظر التضخم الجامح في جمهورية فايمار.
كانت ألمانيا أول دولة تقيم علاقات دبلوماسية مع الاتحاد السوفيتي الجديد. وبموجب معاهدة رابالو اعترفت ألمانيا بالاتحاد السوفياتي بحكم القانون وقام الموقعان الآخران بإلغاء جميع الديون التي كانت عليها قبل الحرب، وتنازل عن مطالبات الحرب. في أكتوبر 1925 تم توقيع معاهدة لوكارنو بين ألمانيا وفرنسا وبلجيكا وبريطانيا وإيطاليا. اعترفت حدود ألمانيا مع فرنسا وبلجيكا. علاوة على ذلك تعهدت بريطانيا وإيطاليا وبلجيكا بمساعدة فرنسا في حالة دخول القوات الألمانية إلى منطقة الراين المنزوعة السلاح. مهد لوكارنو الطريق لدخول ألمانيا إلى عصبة الأمم في سنة 1926.

### الحقبة النازية 1933–1939
عندما جاء هتلر إلى السلطة في يناير 1933 استهل حكمه بعدوانية مصممة لإعادة ألمانيا إلى هيمنتها اقتصادية وسياسية في أوروبا الوسطى. إلا أنه لم يحاول استعادة المستعمرات المفقودة. ففي أغسطس 1939 أدان النازيون الشيوعيين والاتحاد السوفييتي كأكبر عدو ومعهم اليهود.

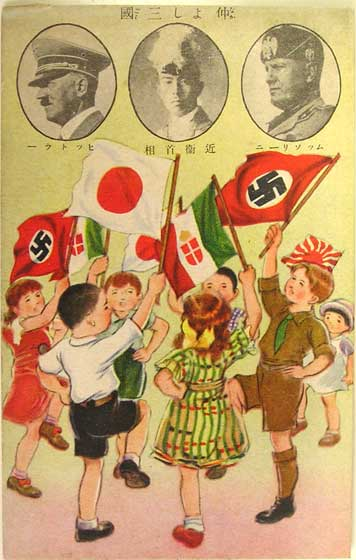
ملصق ياباني يروج لتعاون المحور سنة 1938.

كانت إستراتيجية هتلر الدبلوماسية في الثلاثينيات تتمثل في تقديم مطالب تبدو معقولة، ويهدد بالحرب إذا لم تلبى مطالبه. وعندما يحاول خصومه استرضائه يقبل بالمكاسب ثم ينتقل إلى الهدف التالي. طبق استراتيجيته العدوانية بدءا بانسحاب ألمانيا من عصبة الأمم (1933) ثم رفض معاهدة فرساي والبدء في إعادة التسلح (1935) واستعادة اقليم سار (1935) وإعادة تسليح راينلاند (1936) ثم شكلت تحالف المحور مع إيطاليا موسوليني (1936)، وأرسل مساعدة عسكرية ضخمة إلى فرانكو في الحرب الأهلية الإسبانية (1936-1939)، واستولى على النمسا (1938) ثم استولى على تشيكوسلوفاكيا بعد استرضاء بريطانيا وفرنسا له في معاهدة ميونخ لسنة 1938. ثم شكل اتفاقية سلام مع جوزيف ستالين في أغسطس 1939، وأخيراً غزا هتلر بولندا في سبتمبر 1939. فأعلنت بريطانيا وفرنسا الحرب وبدأت الحرب العالمية الثانية - إلى حد ما كانت أقرب مما توقع النازيون أو لم يستعدوا لها.
بعد تأسيس محور روما-برلين مع بينيتو موسوليني والتوقيع على ميثاق مناهضة الكومنترن مع اليابان في 1937- انضمت إيطاليا إليه بعده بعام - شعر هتلر أنه قادر على خوض هجوم في سياسته الخارجية. ففي 12 مارس 1938 توغلت القوات الألمانية في النمسا حيث فشلت محاولة الانقلاب النازية الأولى سنة 1934. وعندما دخل هتلر المولود في النمسا إلى فيينا استقبل بهتافات صاخبة. بعد أربعة أسابيع صوت 99 ٪ من النمساويين لصالح ضم آنشلوس من بلدهم النمسا إلى الرايخ الألماني. بعد النمسا لجأ هتلر إلى تشيكوسلوفاكيا حيث طالب ألمان السوديت وهم لأقلية يبلغ عددهم 3.5 مليون شخص بالحكم الذاتي والحقوق المتساوية.
وفي مؤتمر ميونيخ في سبتمبر 1938 اتفق هتلر والزعيم الإيطالي بينيتو موسوليني ورئيس الوزراء البريطاني نيفيل تشامبرلين ورئيس الوزراء الفرنسي إدوار دلادييه على سحب أراضي السوديت من تشيكوسلوفاكيا واعطائه إلى الرايخ الألماني. أعلن هتلر أن جميع المطالب الإقليمية الألمانية للرايخ قد استوفيت. ومع ذلك وبعد ستة أشهر فقط من اتفاق ميونيخ أي في مارس 1939 استغل هتلر الشجار المشتعل بين السلوفاك والتشيكيين كذريعة للاستيلاء على بقية تشيكوسلوفاكيا ليعلنها محمية بوهيميا ومورافيا. في الشهر نفسه استعادت ألمانيا ميمللاند من ليتوانيا. مما أضطر تشامبرلين على الاعتراف بفشل سياسة التسوية مع هتلر.

## إيطاليا

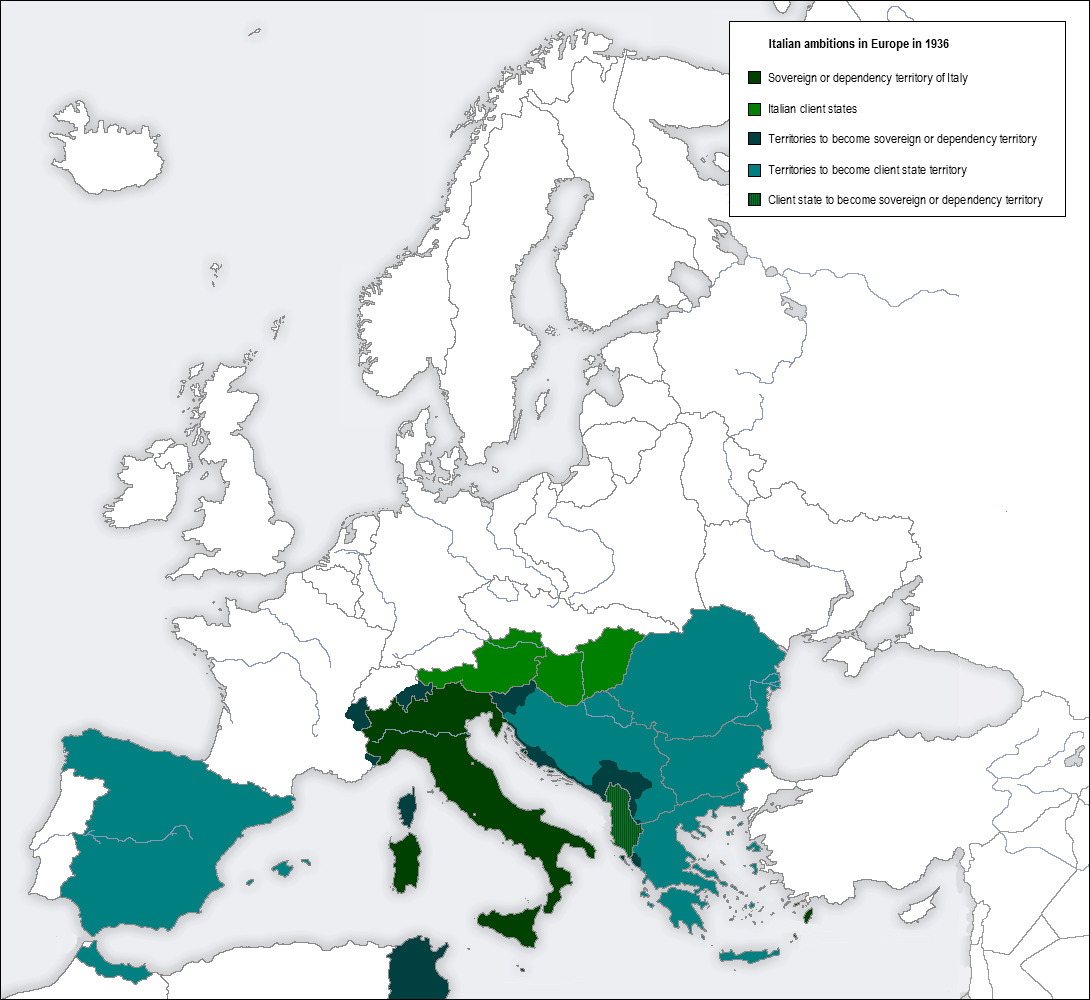
طموحات إيطاليا الفاشية في أوروبا سنة 1936. أظهرت الخريطة الأراضي ذات السيادة أو التبعية (باللون الأخضر الغامق) والدول العميلة (باللون الأخضر الفاتح)..

الإمبراطورية الإيطالية في أقصى امتداد لها

أصبح زعيم حركة الفاشية الإيطالية بينيتو موسوليني رئيس وزراء إيطاليا سنة 1922 بعد زحفه على روما. وتمكن من حل مسألة السيادة على جزر دوديكانيسيا في معاهدة لوزان 1923 التي اعطت الإدارة الإيطالية كل من ليبيا وتلك الجزر مقابل تنازل تركيا الدولة الخلف للدولة العثمانية عنها، ولكنه فشل في استخراج تفويض لجزء من العراق من بريطانيا.
بعد شهر من التصديق على معاهدة لوزان أمر موسوليني بغزو جزيرة كورفو اليونانية بعد حادثة كورفو. دعمت الصحافة الإيطالية تلك الخطوة مشيرة إلى أن كورفو كانت ملكية فينيسية لأربعمائة سنة. وقد نقلت اليونان القضية إلى عصبة الأمم، حيث أقنعت موسوليني عن طريق بريطانيا بإخلاء القوات الإيطالية مقابل تعويضات من اليونان. أدت المجابهة بين بريطانيا وإيطاليا إلى حل مسألة جوبا لاند سنة 1924 والتي تم دمجها في أرض الصومال الإيطالي.
أصبح التوسع الإمبراطوري خلال أواخر عشرينيات القرن العشرين موضوعًا مفضلاً في خطابات موسوليني. وكان من ضمن بين أهدافه أنه يجب على إيطاليا أن تصبح القوة المهيمنة على منطقة البحر المتوسط مما يمكنها من تحدي فرنسا أو بريطانيا، وكذلك يسهل الوصول إلى المحيطين الأطلسي والهندي. زعم موسوليني أن إيطاليا طلبت الوصول بدون منافس إلى المحيطات والممرات البحرية العالمية لضمان سيادتها الوطنية. وقد تم تفصيل ذلك في وثيقة أعدها في وقت لاحق في عام 1939 بعنوان «المسيرة إلى المحيطات»، وتم تضمينها في السجلات الرسمية لاجتماع المجلس الأعلى للفاشية. أكد النص أن الوضع البحري يحدد استقلال الأمة: فالبلدان التي تتمتع بحرية الوصول إلى أعالي البحار هي بلدان مستقلة؛ أم التي تفتقر إلى ذلك فهي غير مستقلة. فكانت إيطاليا التي لم يكن لديها سوى إمكانية الوصول إلى بحر داخلي وبموافقة فرنسية وبريطانية فهي «دولة شبه مستقلة»، وزعم أنها «سجينة في البحر الأبيض المتوسط».
طالب النظام الفاشي بدالماسيا في البلقان واكمل طموحاته بألبانيا وسلوفينيا وكرواتيا والبوسنة والهرسك وفاردار مقدونيا واليونان على أساس ماضي الهيمنة الرومانية القديم على تلك المناطق. كان من المقرر ضم دالماسيا وسلوفينيا مباشرة إلى إيطاليا في حين أن بقية البلقان ستتحول إلى دول عميلة لإيطاليا. كما سعى النظام إلى إقامة علاقات حماية وطيدة مع النمسا والمجر ورومانيا وبلغاريا. وطالبت أيضا في سنة 1932 و 1935 من عصبة الأمم بالانتداب على الكاميرون الألمانية وحرية التصرف في إثيوبيا من فرنسا مقابل الدعم الإيطالي لها ضد ألمانيا (انظر جبهة ستريزا). ورفض رئيس الوزراء الفرنسي إدوارد هيريوت ذلك، حيث لم يكن قلقا في ذلك الوقت من احتمال عودة الألمان إلى سابق عهدهم. وأدى الحل الفاشل لأزمة الحبشة إلى الحرب الإيطالية الإثيوبية الثانية، حيث ضمت إيطاليا إثيوبيا إلى إمبراطوريتها.
تحول موقف إيطاليا تجاه إسبانيا بين 1920 و 1930. فبعد أن أقام النظام الفاشي في عشرينات القرن 20 صداقة مع إسبانيا سرعان ماتحول إلى عداء عميق بسبب سياسة ميغيل بريمو دي ريفيرا الخارجية المؤيدة للفرنسيين. ففي 1926 ساعد موسوليني الحركة الانفصالية الكاتالونية التي قادها فرانسيسك ماسيا ضد الحكومة الإسبانية عن طريق المنشقين الطليان الموجودين في فرنسا. مع صعود الحكومة الجمهورية اليسارية التي حلت محل النظام الملكي الإسباني، تقرّب ملكيون وفاشيون إسبان مرارًا من إيطاليا لمساعدتهم في إسقاط الحكومة الجمهورية، فوافقت إيطاليا على دعمهم كي تقيم حكومة مؤيدة لها في إسبانيا. وفي يوليو 1936 طلب الجنرال فرانكو زعيم الفصيل الوطني في الحرب الأهلية الإسبانية دعمًا إيطاليًا ضد الفصيل الجمهوري الحاكم وأكد لهم أنه إذا دعمت إيطاليا الوطنيين فإن «العلاقات المستقبلية ستكون أكثر من صداقة»، وأن الدعم الإيطالي «سيسمح بتأثير روما على نفوذ برلين في سياسة إسبانيا المستقبلية». تدخلت إيطاليا في الحرب الأهلية بقصد احتلال جزر البليار وخلق دولة عميلة في إسبانيا. وكانت تريد جزر البليار بسبب موقعها الاستراتيجي -بحيث يمكن استخدامها قاعدة لعرقلة خطوط الاتصال بين فرنسا ومستعمراتها في شمال إفريقيا وبين بريطانيا وجبل طارق-. وبعد انتصار فرانكو والقوميين في الحرب علمت مخابرات الحلفاء بأن إيطاليا تضغط على إسبانيا للسماح لها بالاحتلال جزر البليار.

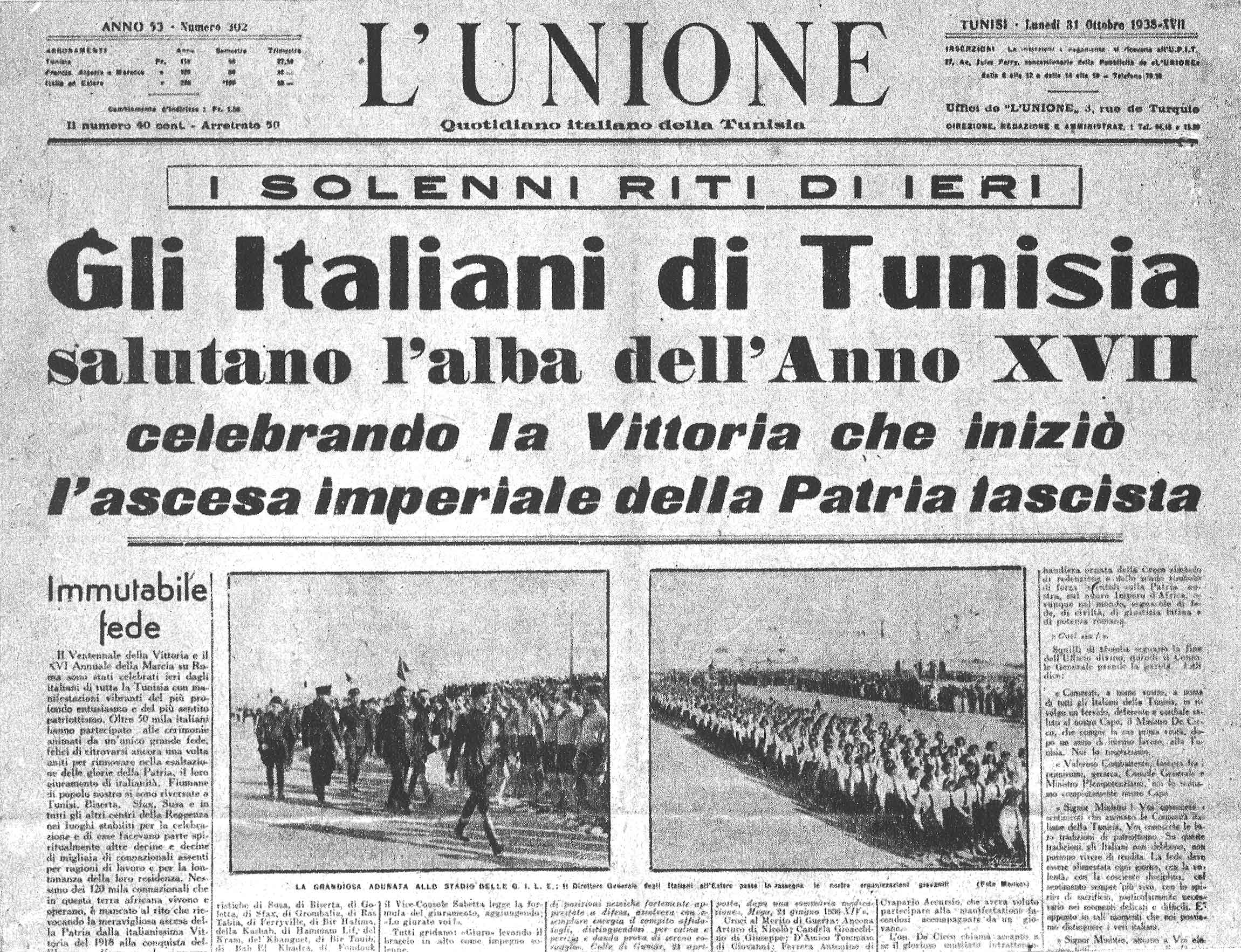
صحيفة إيطالية في تونس تعرض صور الإيطاليين الذين يعيشون في المحمية الفرنسية بتونس.

بعد أن وقعت المملكة المتحدة على اتفاقيات عيد الفصح مع إيطاليا سنة 1938 طالب موسوليني ووزير خارجيته تشانو من فرنسا بتقديم تنازلات في البحر الأبيض المتوسط فيما يتعلق بجيبوتي وتونس وقناة السويس التي تديرها فرنسا. [67] بعد ثلاثة أسابيع أخبر موسوليني سيانو بعزم إيطاليا استيلاء على ألبانيا. [67] ثم أعلن موسوليني أن إيطاليا لن تكون قادرة على التنفس بسهولة إلا إذا حصلت على كتلة من مجال استعماري متلاصق في أفريقيا من المحيط الأطلسي إلى المحيط الهندي. وعندما استقر عشرة ملايين إيطالي في مصر [57] في 1938 طالبت إيطاليا بمنطقة نفوذ في قناة السويس المصرية، وطلبت بالتحديد من شركة قناة السويس التي يهيمن عليها الفرنسيين قبول ممثل إيطالي في مجلس إدارتها. [68] وعارضت إيطاليا الاحتكار الفرنسي لقناة السويس لأن شركة قناة السويس التي تهيمن عليها فرنسا كانت تجبر جميع التجار الإيطاليين بدفع رسوم دخول القناة عند مرورهم إلى مستعمرتها شرق أفريقيا الإيطالية. [68]
فشل الزعيم الألباني المحلي أحمد زوغو الذي أعلن نفسه ملكا في 1928 من إنشاء دولة قوية. وكان المجتمع الألباني منقسما حسب الدين واللغة والحدود المتنازع عليها والاقتصاد الريفي غير المتطور. وقامت إيطاليا بغزو ألبانيا سنة 1939 وجعلتها جزءًا من إمبراطوريتها بانها مملكة منفصلة في اتحاد شخصي مع التاج الإيطالي. ولفترة طويلة أقامت إيطاليا روابط قوية مع القيادة الألبانية واعتبرتها قوية في نطاق نفوذها. أراد موسوليني تحقيق نجاح مذهل على جارة أصغر لمطابقة اابتلاع ألمانيا للنمسا وتشيكوسلوفاكيا. تولى الملك الإيطالي فيكتور إيمانويل الثالث التاج الألباني، وأنشأت حكومة فاشية تحت إشراف شوكت فيرلاسي لحكم ألبانيا.

## الأنماط الإقليمية

### البلقان
زعزع الكساد العظيم استقرار رومانيا. حيث امتازت في أوائل الثلاثينيات باضطرابات اجتماعية وبطالة عالية وإضرابات. وقمعت الحكومة الرومانية في عدة حالات الإضرابات وأعمال الشغب بعنف، لا سيما إضراب عمال المناجم سنة 1929 في فاليا جيولوي والإضراب في ورش سكك حديد جريفيكا. ثم بدأ الاقتصاد الروماني بالانتعاش في منتصف الثلاثينات ونمت الصناعة بقوة، على الرغم من أن حوالي 80٪ من الرومانيين كانوا لا يزالون يعملون في الزراعة. وكان التأثير الاقتصادي والسياسي الفرنسي هو السائد في أوائل العشرينيات من القرن العشرين، ولكن أضحت ألمانيا أكثر سيطرة خاصة في عقد الثلاثينيات.

### الهيمنة اليابانية في شرق آسيا
اقتدى النموذج الياباني للاقتصاد الصناعي بالنماذج الأوروبية الأكثر تقدما. فبدأت بالمنسوجات وسكك الحديد والشحن، ثم توسعت في الكهرباء والآلات. ولكن نقص اليابان بالمواد الخام هي نقطة ضعفها. فعانت الصناعة من نقص النحاس، وأصبح الفحم مستورداً بالكامل. أما العيب الخطير في إستراتيجية اليابان العسكرية العدوانية هو اعتمادها الشديد على الواردات مثل استيراد 100% من الألمنيوم و85% من خام الحديد بالإضافة إلى 79% من امدادات النفط. كان بإمكانها أن تحارب الصين أو روسيا، ولكن أن يكون هناك نزاع مع الموردين الرئيسيين مثل الولايات المتحدة وبريطانيا وهولندا التي تقدم النفط والحديد فهذا أمر آخر.
انضمت اليابان إلى الحلفاء في الحرب العالمية الأولى من أجل تحقيق مكاسب على الأرض. وقسمت مع الإمبراطورية البريطانية معا أقاليم ألمانيا المنتشرة في المحيط الهادئ وعلى الساحل الصيني. ولكنها لم تنل مكاسب كبيرة. حيث اندفع الحلفاء الآخرون بشدة ضد محاولتها السيطرة على الصين من خلال طلباتها الإحدى والعشرون سنة 1915. وأثبت احتلالها سيبيريا بأنه غير مفيد. وكذلك أسفرت دبلوماسيتها أثناء الحرب والأعمال العسكرية المحدودة عن نتائج قليلة. وفي أعقاب نهاية الحرب أحبطت اليابان في طموحاتها في مؤتمر فرساي للسلام سنة 1919 فطالبت بالتعادل العرقي، إلا أن العزلة دبلوماسية ازدادت. لم يتم تجديد تحالف 1902 مع بريطانيا في 1922 بسبب الضغط الشديد على بريطانيا من كندا والولايات المتحدة. في العشرينيات من القرن العشرين كانت الدبلوماسية اليابانية متجذرة في نظام سياسي ديمقراطي ليبرالي إلى حد كبير وراغبة بسياسة التعاون الدولي. لكن بحلول 1930 تراجعت اليابان فانكفئت على نفسها بسرعة رافضة الديمقراطية في الداخل بعد استيلاء الجيش على المزيد والمزيد من السلطة، فرفض الأممية والليبرالية. وأخيرا انضمت في أواخر الثلاثينيات من القرن العشرين إلى تحالف المحور العسكري مع ألمانيا النازية وإيطاليا الفاشية.
وقد أثارت معاهدة لندن البحرية سنة 1930 غضب الجيش والبحرية. فطالبت اليابان بالمساواة مع الولايات المتحدة وبريطانيا في سلاح البحرية، ولكن رُفِضَ طلبها واحتفظ المؤتمر بنسب سنة 1921، وطالبوا اليابان بالتخلص من السفن الرئيسية. ولكن جاء اغتيال المتطرفون رئيس الوزراء الياباني إينوكاي تسويوشي واستيلاء الجيش على السلطة فانهارت الديمقراطية في اليابان.

#### الاستيلاء على منشوريا
تمكن الجيش الياباني في سبتمبر 1931 -الذي عمل بمفرده بدون موافقة الحكومة- من السيطرة على منشوريا بعد حادثة موكدين. وهي منطقة لم تكن الصين تسيطر عليها منذ عقود. فأنشأت اليابان فيها حكومة عميلة باسم مانشوكو. فأصدرت عصبة الأمم التي تهيمن عليها بريطانيا وفرنسا تقرير ليتون سنة 1932، قائلة إن اليابان لديها شكاوى حقيقية لكنها تصرفت بطريقة غير قانونية في الاستيلاء على المقاطعة بأكملها. فاحتجت اليابان وانسحبت من العصبة، إلا أن بريطانيا لم تتخذ أي إجراء. وأعلنت وزارة الخارجية الأمريكية أنها لن تعترف بشرعية غزو اليابان. ومن جانبها رحبت ألمانيا بتصرف اليابان.

#### غزو الصين
حاولت الحكومة المدنية في طوكيو التقليل من عدوان الجيش في منشوريا فأعلنت أنها سوف تنسحب. إلا أن الجيش وعلى النقيض اكمل غزوه منشوريا، فاستقالت الحكومة المدنية. وانقسمت الأحزاب السياسية حول قضية التوسع العسكري. حاول رئيس الوزراء الجديد إينوكاي تسويوشي التفاوض مع الصين ولكنه اغتيل في حادثة 15 مايو سنة 1932 مما أدخل اليابان في عصر هيمنة النزعة القومية المتطرفة بقيادة الجيش مدعوما من الجمعيات الوطنية. فتوقف الحكم المدني في اليابان حتى نهاية 1945.
ومع ذلك فقد كان الجيش منقسماً إلى مجموعات وفصائل ذات وجهات نظر إستراتيجية مختلفة. فإحدى الفصائل ترى أن الاتحاد السوفيتي هو العدو الرئيسي، والفصيل الآخر يسعى لبناء إمبراطورية قوية مقرها منشوريا وشمال الصين. وكذلك البحرية التي هي أصغر حجما وأقل نفوذا إلا انها أيضا كانت منقسمة إلى فصائل. ثم بدأت الحرب اليابانية الصينية الثانية بالاندلاع على نطاق واسع في أغسطس 1937، وركزت الهجمات البحرية والبرية على شنغهاي ثم انتشرت بسرعة نحو المدن الكبرى. وقد جرى في تلك الحرب العديد من الأعمال الوحشية ضد المدنيين الصينيين، مثل مذبحة نانجنغ في ديسمبر 1937 حيث القتل والاغتصاب الجماعي. بحلول 1939 استقرت الخطوط العسكرية حيث سيطر الجيش الياباني تقريبا على كل المدن الصينية والمناطق الصناعية الكبرى، وأنشئت حكومة صينية عميلة. وكانت الحكومة والرأي العام الأمريكي -بمن فيهم الذين كانوا يطالبون بالانعزال عن أوروبا- يعارضون اليابان بشدة وقدموا دعماً قوياً للصين. في هذه الأثناء كان الجيش الياباني في وضع سيئ في معاركه الكبرى مع القوات السوفياتية في منغوليا في معارك خالخين غول صيف 1939. وكان الاتحاد السوفييتي قويًا جدًا، فوقعت طوكيو وموسكو معاهدة عدم اعتداء في أبريل 1941، فحول العسكريون انتباههم إلى المستعمرات الأوروبية في جنوب آسيا حيث كانوا بحاجة ماسة لحقول النفط.

### أمريكا اللاتينية
شكل الكساد الكبير تحديًا كبيرًا لتلك المنطقة. فالانهيار الاقتصاد العالمي يعني أن الطلب على المواد الخام قد انخفض بشكل كبير، مما أدى إلى تقويض العديد من اقتصادات أمريكا اللاتينية. أدار المثقفون والقادة الحكوميون في أمريكا اللاتينية ظهورهم للسياسات الاقتصادية القديمة وتحولوا نحو التصنيع البديل للاستيراد. وكان الهدف هو إنشاء اقتصادات تتمتع بالاكتفاء الذاتي، والتي سيكون لديها قطاعاتها الصناعية الخاصة بها وطبقاتها المتوسطة الكبيرة والتي ستكون في مأمن من صعود وهبوط الاقتصاد العالمي. على الرغم من التهديدات المحتملة للمصالح التجارية للولايات المتحدة، أدركت إدارة روزفلت (1933-1945) أن الولايات المتحدة لا يمكنها أن تعارض بالكامل سياسة استبدال الواردات. فنفذ روزفلت سياسة حسن الجوار وسمح بتأميم بعض الشركات الأمريكية في أمريكا اللاتينية. قام الرئيس المكسيكي لازارو كارديناس بتأميم شركات النفط الأمريكية، ثم أنشأ شركة بيميكس. أشرف كارديناس أيضاً على إعادة توزيع الأراضي مستوفياً آمال الكثيرين منذ بداية الثورة المكسيكية. وأٌلغِي أيضا تعديل بلات لتحرير كوبا من تدخل الولايات المتحدة القانوني الرسمي في سياساتها. جعلت الحرب العالمية الثانية الولايات المتحدة ومعظم دول أمريكا اللاتينية متكاتفة معا مع صمود الأرجنتين الرئيسي.

#### الرياضة
أصبحت الرياضة أكثر شعبية، فجذبت المشجعين المتحمسين إلى الملاعب الكبيرة. [81] وعملت اللجنة الأولمبية الدولية (IOC) لتشجيع المثل الأولمبية والمساهمة فيها. بعد دورة ألعاب أمريكا اللاتينية عام 1922 في ريو دي جانيرو، ساعدت اللجنة الأولمبية الدولية في إنشاء لجان أولمبية وطنية والاستعداد للمنافسة في المستقبل. لكن في البرازيل أدت المنافسات الرياضية والسياسية إلى تباطؤ التقدم حيث خاضت فصائل متنافسة من أجل السيطرة على الرياضة الدولية. شهدت الألعاب الأولمبية الصيفية 1924 في باريس والألعاب الأولمبية الصيفية 1928 في أمستردام زيادة كبيرة في مشاركة الرياضيين من أمريكا اللاتينية.
قام المهندسون الإنجليز والاسكتلنديون بإحضار كرة القدم إلى البرازيل في أواخر القرن التاسع عشر. لعبت اللجنة الدولية لجمعية الشبان المسيحيين لأمريكا الشمالية ورابطة الملاعب الأمريكية دوراً رئيسياً بتأهيل المدربين. لعب الاتحاد الدولي لكرة القدم (FIFA) دورًا رئيسيًا بدءا من سنة 1912 في تحويل اتحاد كرة القدم إلى لعبة عالمية، والعمل مع المنظمات الوطنية والإقليمية، ووضع القواعد والأعراف، وإنشاء بطولات مثل كأس العالم.

## نهاية الفترة
انتهت فترة ما بين الحربين العالميتين في سبتمبر 1939 مع الغزو الألماني لبولندا وبداية الحرب العالمية الثانية.